# Goafla
Goafla est un village situé dans le District du Sassandra-Marahoué. Il s'agit d'une localité rurale de la sous-préfecture de Gohitafla appartenant au département de Zuénoula dans la région de Marahoué.